# Delleman-Syndrom
Das Delleman-Syndrom  ist eine sehr seltene angeborene Erkrankung mit Fehlanlagen der Augen, des Gehirnes sowie Hautdefekten im Gesicht.
Synonyme sind: Delleman-Oorthuys-Syndrom; Okulo-zerebro-kutanes Syndrom; OCCS; Leichtman-Wood-Rohn-Syndrom; Orbitazyste mit zerebralen und fokal-dermalen Fehlbildungen
Die Namensbezeichnungen beziehen sich auf den bzw. die Autoren der Erstbeschreibung aus dem Jahre 1981 durch die niederländischen Ärzte J. W. Delleman und J. W. E. Oorthuys sowie auf einen Bericht aus dem Jahre 1994 von Lawrence G. Leichtman, Brian Wood und Reuben Rohn.

## Vorkommen und Ursache
Die Häufigkeit wird mit unter eins zu einer Million angegeben, bislang wurde über etwa 40 Betroffene berichtet. Die Erkrankung tritt doppelt so häufig bei Jungen als bei Mädchen auf, daher wird eine mit dem X-Chromosom verknüpfte Ursache vermutet.

## Klinische Erscheinungen
Für die Diagnose des Delleman-Syndromes müssen in Kombination vorliegen:
- Zysten im Gehirn oder ein Hydrozephalus
- Zysten in der Orbita oder eine zystische Mikrophthalmie, oft auch Kolobom des Augenlides
- Umschriebene Hautdefekte
- etwa bei der Hälfte Epilepsie

Die Veränderungen am Gehirn können auch als Porenzephalie, Balkenmangel oder größere zystische Defekte vorliegen, bei den Augenveränderungen kann es sich auch im Hautanhängsel neben den Augenhöhlen oder Fehlen eines Augapfels handeln.
Hinzu kommen können eine Lippen-Kiefer-Gaumen-Spalte oder endokrine Störungen (Panhypopituitarismus).

## Diagnostik
Ein Teil der Veränderungen ist bereits vorgeburtlich im Ultraschall erkennbar.
Im Kernspintomogramm können die Fehlbildungen des Gehirnes und der Augenhöhle detailliert nachgewiesen werden.
Das EEG ist in 50 % auffällig.

## Differentialdiagnostik
Abzugrenzen sind:
- Enzephalo-kranio-kutane Lipomatose
- Aicardi-Syndrom
- Goldenhar-Syndrom
- Goltz-Gorlin-Syndrom

## Therapie
Die Orbitazyste kann operativ entfernt werden. Bei etwa 15 % wird über ein frühzeitiges Ableben berichtet, bei weiteren 15 % über eine normale Entwicklung.